# Vaccino anti COVID-19 AstraZeneca
Il vaccino anti COVID-19 AstraZeneca, o vaccino anti COVID-19 Oxford-AstraZeneca, nome in codice AZD1222, nome commerciale Vaxzevria, è un vaccino anti COVID-19 a vettore virale basato sull'adenovirus ChAdOx1,  sviluppato presso il Jenner Institute dell'Università di Oxford in collaborazione con la società AstraZeneca e l'italiana IRBM Science Park.
La prima vaccinazione viene somministrata il 4 gennaio del 2021.
A partire dal 7 maggio 2024, la stessa azienda farmaceutica annuncia il ritiro del vaccino dal mercato.

## Caratteristiche
ChAdOx1 (Chimpanzee Adenovirus Oxford 1) è un vettore adenovirale derivato dall'isolato Y25, un adenovirus di scimpanzé incapace di replicarsi. Il vaccino, sviluppato dal genoma isolato a Wuhan, contiene la sequenza codificante ottimizzata per il codone a tutta lunghezza della proteina Spike del SARS-CoV-2 insieme a una sequenza leader dell'attivatore tissutale del plasminogeno. Non riproducendosi, non causa ulteriori infezioni e agisce invece come un vettore per trasferire la proteina. Le sue sperimentazioni, iniziate dopo uno studio sulla sieroprevalenza degli anticorpi contro Y25 nella popolazione umana (0% degli individui testati nel Regno Unito e 9% in Gambia), furono effettuate sui topi e sui macachi rhesus.
Dopo la somministrazione, il vaccino produce la proteina Spike S1, una proteina che consente al virus di entrare nelle cellule attraverso il dominio enzimatico di ACE2, promuovendo il sistema immunitario ad attaccare il SARS-CoV-2 se successivamente infetta il corpo.

### Efficacia
L'efficacia del vaccino AstraZeneca anti COVID-19 nel prevenire l'infezione da SARS-CoV-2 è stata del 62,6% nei trial clinici preliminari (ma 90% a mezza dose, prove in doppio cieco, vaccino contro il meningococco usato come controllo). La protezione contro lo sviluppo di forme gravi della malattia è risultata tuttavia maggiore.
Un vasto studio scozzese sull'efficacia dei vaccini Pfizer e AstraZeneca a cinque settimane dalla prima dose ha dichiarato un'efficacia rispettivamente dell'85% (Pfizer) e del 94% (AstraZeneca) nel prevenire l'ospedalizzazione causata da COVID-19. Tali risultati sono da considerarsi preliminari e non devono essere utilizzati per confronti sulla qualità dei vaccini. Alcune indicazioni suggeriscono che dopo la prima dose la risposta immunitaria cellulare (linfociti T) risulti molto più frequente e forte con il vaccino AstraZeneca rispetto al farmaco Pfizer, mentre la risposta umorale (anticorpi) è simile.
L'efficacia apparentemente non ottimale del vaccino, se confrontata con i dati preliminari relativi ad altri vaccini anti COVID-19 distribuiti in Europa, nel proteggere del tutto dalla possibilità di contrarre l'infezione da SARS-CoV-2, ha indotto particolarmente in Francia allo sviluppo di un movimento di protesta da parte degli operatori sanitari, ai quali era stato offerto di vaccinarsi con tale farmaco, ritenuto poco protettivo nei confronti di categorie così esposte: il 5 marzo 2021 il Ministro della Sanità francese pubblicava una lettera di appello per incoraggiare le vaccinazioni con il farmaco di AstraZeneca, a quella data accettate solo dal 30% del personale sanitario.
L'8 febbraio 2021 uno studio pubblicato dall'Università di Oxford, che ha partecipato allo sviluppo del vaccino, ha dichiarato un'efficacia pressoché nulla del vaccino contro la cosiddetta "variante sudafricana", già diffusa sul territorio europeo. Di conseguenza il Sudafrica lo stesso giorno ha interrotto in modo definitivo le somministrazioni del vaccino sul proprio territorio. Anche l'Agenzia europea per i medicinali (EMA) il 15 marzo 2021 ha dichiarato preliminarmente l'assenza di protezione di tale vaccino contro la "variante sudafricana".
Tra i casi di persone vaccinate con il vaccino AstraZeneca che hanno successivamente sviluppato i sintomi della malattia, seppur in forma lieve, ha avuto ampio risalto sui media italiani quello di Agnese Landini, moglie dell'ex Presidente del Consiglio dei Ministri Matteo Renzi.

## Sviluppo
Il team di sviluppo è stato guidato dai medici e scienziati Sarah Gilbert, Adrian Hill, Andrew Pollard, Teresa Lambe, Sandy Douglas e Catherine Green.
Tra il 23 aprile e il 21 maggio 2020, 1 077 partecipanti alla sperimentazione delle fasi I-II sono stati selezionati per ricevere il ChAdOx1. Durante i test, non si sono verificati eventi avversi, attivando le risposte immunitarie. Introdotto nell'organismo, recepisce informazioni genetiche ritenute decisive per fare scattare la risposta immunitaria, andando ad attaccare la proteina Spike. Le risposte IgG anti-Spike sono aumentate entro il giorno 28 e sono ulteriormente aumentate dopo una seconda dose. Dopo una dose di richiamo, tutti i partecipanti avevano un'attività neutralizzante. Le risposte anticorpali neutralizzanti erano fortemente correlate con i livelli anticorpali misurati. È risultato sicuro ed efficace nell'indurre la produzione di anticorpi neutralizzanti contro la proteina Spike di SARS-CoV-2. In una pubblicazione relativa a questo vaccino, è emerso che una singola dose ha prodotto, un mese dopo l'iniezione, un aumento di quattro volte degli anticorpi contro la proteina Spike nel 95% dei partecipanti. L'attività neutralizzante contro il virus è stata osservata nel 91% dei partecipanti un mese dopo la vaccinazione e nel 100% dei partecipanti che avevano ricevuto una seconda dose. Il vaccino ha indotto anche la risposta dei linfociti T, che attaccano la cellula infetta per bloccare la replicazione virale.
Nel dicembre 2020 il vaccino entra nella fase III di sperimentazione e l'11 dicembre AstraZeneca annuncia "un programma di sperimentazione clinica" per valutare la sicurezza e l'immunogenicità di una combinazione con il vaccino russo Sputnik V, sviluppato dal Centro nazionale di ricerca epidemiologica e microbiologica N.F. Gamaleja. Il 30 dicembre viene approvato per l'uso nel programma di vaccinazione del Regno Unito.

### Autorizzazione al commercio
Nonostante a settembre la sperimentazione si sia fermata a causa di problematiche riscontrate in un volontario, non riconducibili al vaccino, l'Agenzia europea per i medicinali ha iniziato ad analizzare le sue informazioni.
Il 22 dicembre il vaccino è stato approvato per l'uso emergenziale in India, e il 30 è stato approvato per l'uso emergenziale nel Regno Unito e in Argentina, anche se in quella data l'Agenzia europea per i medicinali (EMA) non aveva ancora una domanda di mercato per il vaccino, che verrà presentata solo il 31 dicembre. Altri Stati che hanno autorizzato il vaccino per l'uso emergenziale sono El Salvador, il Messico, il Bangladesh, la Repubblica Dominicana, il Pakistan, il Nepal e il Brasile.
Il 12 gennaio 2021 l'EMA ha ricevuto la domanda di autorizzazione condizionata all'immissione in commercio da AstraZeneca. Il parere positivo dell'Agenzia è arrivato il 29 gennaio.
A partire dal 15 marzo 2021 l'Agenzia italiana del farmaco ha sospeso le somministrazioni del vaccino su tutto il territorio italiano per far luce sui potenziali e gravi effetti collaterali sulla coagulazione del sangue segnalati nei giorni precedenti in Italia e in molteplici altri Stati del continente europeo a breve distanza di tempo dalle inoculazioni. La campagna di vaccinazioni con il vaccino AstraZeneca è ripresa in Italia dal pomeriggio del 19 marzo 2021 a seguito dei chiarimenti forniti dall'Agenzia europea per i medicinali che ha riscontrato 25 casi sospetti di coagulazione intravascolare disseminata e trombosi del seno venoso cerebrale su 20 milioni di vaccinazioni eseguite, non ritenendo questo numero sufficiente per dichiarare il farmaco non sicuro per i cittadini europei.

### Paesi che non hanno autorizzato il vaccino
Swissmedic, l'autorità svizzera che regolamenta l'uso dei farmaci, il 3 febbraio 2021 ha dato parere negativo all'omologazione del vaccino nel territorio elvetico ritenendo i dati disponibili sul vaccino AstraZeneca non sufficienti per il via libera. La Svizzera ha pertanto richiesto "dati di nuovi studi per valutare ulteriormente la sicurezza, l'efficacia e la qualità".
Il governo del Venezuela non ha autorizzato l'utilizzazione del vaccino AstraZeneca per contrastare la pandemia di COVID-19, viste le complicazioni segnalate da persone che lo hanno utilizzato in vari Paesi d'Europa. In dichiarazioni alla TV statale Vtv, la vicepresidente esecutiva venezuelana Delcy Rodríguez, che presiede anche lo speciale comitato costituito per il controllo e la prevenzione della COVID-19, ha confermato che la decisione è stata presa dal presidente Nicolás Maduro sulla base di un rapporto redatto dagli esperti che orientano il governo nelle scelte per il programma di immunizzazione dei venezuelani.
Gli Stati Uniti tramite la Food and Drug Administration non hanno autorizzato il vaccino e sono pronti a inviare le dosi prodotte ad altre nazioni.

## Composizione
Flaconcino multidose contenente 8 dosi da 0,4 ml. Ogni dose ha non meno di 2,5×108 unità infettanti (U. Inf.) e organismi geneticamente modificati (OGM).
Elenco degli eccipienti:
- L-istidina
- L-istidina cloridrato monoidrato
- Magnesio cloruro esaidrato
- Polisorbato 80
- Etanolo
- Saccarosio
- Sodio cloruro
- Disodio edetato (diidrato)
- Acqua per preparazioni iniettabili

## Posologia
Si ricevono due iniezioni di Vaxzevria, esse sono somministrate mediante iniezione nel muscolo (di solito nella parte superiore del braccio). 
La seconda iniezione può essere somministrata da 4 a 12 settimane dopo la prima iniezione. 
Se viene somministrata la prima iniezione di Vaxzevria, per completare il ciclo di vaccinazione anche la seconda iniezione dovrà essere con Vaxzevria.

## Effetti collaterali
Al 9 aprile 2022 la Banca dati europea delle segnalazioni di sospette reazioni avverse ai farmaci segnala 472552 eventi avversi, 70,3% in individui di sesso femminile, dall'inizio delle somministrazioni il 6 febbraio 2021: in Germania sono stati registrati 51175 casi di reazioni avverse dopo la somministrazione del vaccino; nei Paesi Bassi 38248, in Austria 33614, in Francia 29992, in Italia 22853, in Spagna 14436, in Norvegia 9065, in Svezia 8495, in Danimarca 8306, in Polonia 8039, in Belgio 6955 e in Portogallo 6330.
Le reazioni più frequentemente segnalate sono febbre, stanchezza/astenia, brividi e dolore in sede di iniezione. Seguono in ordine di frequenza le patologie del sistema nervoso (38% circa di tutti gli eventi segnalati), prevalentemente costituite da cefalea e capogiro, che risultano non gravi in circa l’81% delle segnalazioni e gravi nel 18% circa dei casi e le patologie del sistema muscolo-scheletrico e del tessuto connettivo (16% circa di tutti gli eventi segnalati), soprattutto mialgie, artralgie e rigidità muscolare (non gravi nell’88% dei casi e gravi nell’11%). Prevalentemente, sono stati riportati come gravi febbre alta, astenia profusa, cefalea intensa e capogiro. Meno frequentemente sono riportati, invece, i dolori muscolari/articolari diffusi, le parestesie e le reazioni di tipo allergico. Rientrano fra gli eventi avversi gravi a Vaxzevria anche i casi di trombosi venosa cerebrale e/o trombosi venosa in sede atipica.
In Italia nel periodo dal 27/12/2020 al 10/07/2021 tra gli eventi avversi sono registrate 166 possibili reazioni al vaccino con esito fatale. Per confronto con il vaccino Pfizer-BioNTech sono segnalati 213 eventi avversi con esito fatale.

### Indagini su potenziali effetti collaterali non segnalati nei trial clinici
Il 7 marzo 2021 l'autorità nazionale competente austriaca ha sospeso la somministrazione del lotto ABV5300 dei vaccini AstraZeneca, a seguito del decesso di una donna per trombosi multiple, avvenuto dieci giorni dopo la vaccinazione, e al ricovero di un'altra per embolia polmonare, dimessa il 10 marzo. L'organo preposto dell'EMA, il PRAC, al 10 marzo, dichiara preliminarmente che questi eventi non sono associati alla vaccinazione. Tale lotto è distribuito in 17 Paesi UE. Sulla scorta della decisione presa dall'Austria anche Estonia, Lettonia, Lituania e Lussemburgo nei giorni seguenti hanno sospeso in via precauzionale l'uso di vaccini provenienti dallo stesso lotto.
L'11 marzo 2021 la Danimarca, tramite l'autorità sanitaria, sospende per precauzione l'uso del vaccino a causa di problemi di coagulazione del sangue riscontrati in alcuni pazienti a cui è stato somministrato il vaccino di AstraZeneca. Nelle ore seguenti anche Norvegia e Islanda hanno sospeso, fino a nuovo avviso, l'uso del vaccino sulla base di segnalazioni di eventi avversi anche gravi ancora legati alla formazione di trombi. Nella stessa giornata in Italia l'Agenzia italiana del farmaco ha deciso di sospendere l'utilizzo del lotto ABV2856, in attesa che le indagini avviate rivelino le reali cause dei casi di decesso, verificatisi a breve distanza temporale dalla somministrazione del vaccino AstraZeneca. Nelle stesse ore le Procure di Siracusa, di Catania e di Trapani hanno aperto indagini per le morti sospette di tre uomini che avevano ricevuto di recente il vaccino AstraZeneca. Tali notizie hanno avuto rapida e ampia diffusione sui media nazionali e sui social network, portando in breve tempo al moltiplicarsi delle disdette delle prenotazioni per le vaccinazioni con il prodotto di AstraZeneca.
Il 12 marzo 2021 la Bulgaria ha annunciato la completa sospensione delle somministrazioni del vaccino AstraZeneca a seguito del decesso di una donna nelle ore successive all'inoculazione del prodotto. Nella stessa giornata anche la Romania ha bloccato in via precauzionale l'uso dei vaccini AstraZeneca per il riscontro di due morti potenzialmente correlate all'uso di tale vaccino.
Il 14 marzo 2021 anche l'Irlanda sospende l'inoculazione del vaccino AstraZeneca a seguito del riscontro della formazione di trombi nel sangue dei pazienti vaccinati, segnalando inoltre emorragie e calo del numero di piastrine come eventi potenzialmente correlati alla somministrazione del vaccino AstraZeneca. In Italia, a seguito della morte di un docente di Biella a poche ore di distanza dalla vaccinazione, la Regione Piemonte sospende a scopo cautelativo, di propria iniziativa e in assenza di nuove disposizioni da parte dell'Agenzia italiana del farmaco, la somministrazione del lotto ABV5811 in attesa di procedere a ulteriori accertamenti. In serata i Paesi Bassi annunciano la decisione di sospendere almeno fino al 28 marzo l'inoculazione del vaccino AstraZeneca per motivi precauzionali, per procedere a indagini sugli effetti collaterali segnalati in molteplici Paesi dell'Unione europea.
Il 15 marzo 2021 la Germania ha deciso di sospendere le vaccinazioni con il vaccino di AstraZeneca. Il Ministero della Salute tedesco segue così l'indicazione del Paul-Ehrlich Institut, che in via precauzionale consiglia "ulteriori approfondimenti" in relazione ai casi di trombosi verificatisi poco dopo l'inoculazione del vaccino in tutto il continente. A breve distanza dall'annuncio del governo tedesco anche l'Agenzia italiana del farmaco, in apparente contraddizione con gli inviti ripetuti fino al giorno precedente a procedere con le vaccinazioni senza prestare ascolto a inutili allarmismi, ha deciso di estendere in via precauzionale e temporanea, in attesa dei pronunciamenti dell'EMA, il divieto di utilizzo del vaccino AstraZeneca anti-COVID-19 a tutto il territorio nazionale. Negli stessi momenti il Presidente francese Emmanuel Macron ha dichiarato la sospensione delle somministrazioni con tale vaccino anche in Francia. Nelle ore seguenti si susseguono analoghi divieti in Lussemburgo, Slovenia, Spagna e Portogallo.
Il 16 marzo ulteriori sospensioni precauzionali delle somministrazioni vengono decretate in Svezia e Lettonia. La Germania chiarisce di aver riscontrato sette casi (sei donne e un uomo di età compresa tra 20 e 50 anni) di gravissima trombosi cerebrale con tre decessi su 1,6 milioni di somministrazioni: la concomitanza con la vaccinazione e l'estrema rarità con cui tale patologia viene di norma riscontrata hanno spinto il governo tedesco a considerare plausibile una connessione con la somministrazione del vaccino. La diffusione di tali informazioni ha aperto un aspro dibattito nell'opinione pubblica: il quotidiano Bild ritiene risibile lo 0,000004% di possibilità per i vaccinati di incorrere in tali eventi con potenziale esito fatale, auspicando quindi che la campagna di vaccinazione con AstraZeneca riprenda senza indugio, essendo a loro avviso doveroso per la comunità accettare alcune morti o danni permanenti causati dalla vaccinazione a fronte della possibilità concreta di ridurre o bloccare la diffusione del virus nel prossimo futuro.
Il 18 marzo 2021 l'Agenzia europea per i medicinali in una conferenza stampa ha rassicurato sulla sicurezza del prodotto dando il via libera alla ripresa delle vaccinazioni negli Stati dell'Unione che avevano scelto di sospendere le somministrazioni in via precauzionale. A seguito di approfondite verifiche l'Agenzia ha riscontrato venticinque casi di coagulazione intravascolare disseminata e trombosi del seno venoso cerebrale su 20 milioni di vaccinazioni, casi potenzialmente attribuibili alla somministrazione del vaccino sulla base dell'estrema rarità di riscontro di tali patologie nella popolazione non vaccinata: il rischio di sviluppo di tali patologie risulterebbe aumentato di oltre cinque volte, con un'incidenza più alta nelle donne under 55. La probabilità di incorrere in tale evento avverso a seguito della vaccinazione sarebbe dunque poco superiore a 1 su un milione, non giustificando l'interruzione delle somministrazioni. L'Agenzia ha annunciato che continuerà a seguire le segnalazioni di questi eventi e che proporrà una revisione del foglietto illustrativo del farmaco per preparare gli operatori sanitari ad affrontare tali rarissimi effetti collaterali nel caso si manifestassero negli individui vaccinati. L'analisi qualitativa effettuata a campione sulle dosi consegnate non ha invece evidenziato alcuna anomalia nel processo produttivo del vaccino. A seguito di tali rassicurazioni la maggior parte degli Stati membri ha annunciato la ripresa della somministrazioni del vaccino AstraZeneca, con l'eccezione della Norvegia (Stato non aderente alla UE ma comunque legato all'Unione da accordi internazionali) che era stato tra i primi Paesi a segnalare casi trombo-embolici gravi: secondo i ricercatori dell'Oslo University Hospital (Rikshospitalet), una forte risposta immunitaria dopo la somministrazione del vaccino AstraZeneca ha portato tre operatori sanitari ad avere gravi coaguli nel sangue, con esito fatale in un caso. Il 12 maggio 2021 il primo ministro norvergese Erna Solberg comunica la decisione definitiva di rinunciare al vaccino anti Covi-19 prodotto da AstraZeneca.
Anche la Svezia, la Finlandia e la Danimarca hanno preferito mantenere un atteggiamento di maggiore cautela rimandando la decisione di riprendere le vaccinazioni in attesa di ulteriori dati. La Francia, invece, ha deciso di escludere il vaccino di AstraZeneca dall'intera popolazione sotto ai 55 anni, per prevenire l'insorgenza dei rarissimi eventi avversi evidenziati dall'EMA.
Il 24 marzo 2021 l'AIFA pubblica una nota informativa sul rischio di trombocitopenia, disturbi della coagulazione in alcuni casi accompagnati da sanguinamento, essendo stata riscontrata dopo la vaccinazione.
Il 30 marzo 2021 l'EMA, dopo aver autorizzato il cambio di denominazione commerciale del vaccino in Vaxzevria a seguito della richiesta da parte del gruppo farmaceutico anglo-svedese, ha pubblicato una revisione del foglietto illustrativo del farmaco in cui si evidenzia il raro riscontro di una combinazione di trombosi e trombocitopenia, in alcuni casi accompagnata da sanguinamento, a seguito alla vaccinazione con Vaxzevria. Nel novero dei casi apparentemente connessi alla vaccinazione sono inclusi casi severi di trombosi venosa, inclusi eventi trombotici in siti insoliti come la trombosi del seno venoso cerebrale e trombosi della vena mesenterica, e trombosi arteriosa, concomitante con trombocitopenia. La maggior parte di questi casi si è verificata entro i primi sette/quattordici giorni successivi alla vaccinazione e principalmente in donne di età inferiore a 55 anni. Tuttavia ciò potrebbe riflettere l'aumento dell'uso del vaccino in questa popolazione. Alcuni casi hanno avuto esito fatale. Lo stesso giorno la regione di Berlino e la città di Monaco in Germania, come riferito dalla senatrice berlinese per la Sanità, Dilek Kalayici, hanno bloccato la somministrazione del vaccino di AstraZeneca per tutte le persone al di sotto dei 60 anni, con immediata sospensione degli appuntamenti nei vari centri vaccinali della capitale, in attesa di un consulto con il Paul-Ehrlich Institut, che funge anche da ente regolatore sui vaccini. A favore dello stop si sono espressi anche i dirigenti di cinque cliniche universitarie in Nord-Reno Vestfalia. Il Paul-Ehrlich Institut ha riferito di 31 casi di trombosi cerebrale venuti alla luce in Germania a seguito di vaccinazioni con AstraZeneca. In nove casi l'esito è stato letale. Anche in Canada, sono state bloccate le vaccinazioni per gli under 55.
Il 2 aprile 2021 il ministero della salute olandese comunica la decisione di sospendere temporaneamente la vaccinazione nelle persone di età inferiore ai 60 anni; l'8 aprile 2021 il governo olandese rende definitiva tale sospensione. L'EMA prosegue la verifica di farmacosorveglianza sul vaccino e ulteriori approfondimenti hanno concluso che un nesso con le trombosi può esistere, anche se non è chiaro quale sia il meccanismo: per quanto i casi siano rari, bisognerà comprendere se sono riconducibili al prodotto AstraZeneca o alla tipologia dei vaccini a vettore virale.
Il 9 aprile la Grecia decide di restringere l'uso del vaccino alle persone sopra i 30 anni.
La Danimarca, dopo la sospensione già in atto dall'11 marzo, il 14 aprile 2021 tramite l'emittente pubblica danese TV 2, comunica la decisione di abbandonare definitivamente la somministrazione del vaccino. Il nuovo piano di vaccinazioni di Copenaghen non prevede più le somministrazioni del composto Vaxzevria. La decisione segue ai casi di trombosi gravi.
Il 7 aprile 2021 l'EMA ha stabilito che la trombosi e piastrinopenia dovrebbero essere elencati come effetti collaterali molto rari del vaccino AZD1222; lo stesso giorno l'OMS e l'EHRA hanno pubblicato dichiarazioni simili. Nessuna delle agenzie ha trovato un nesso causale confermato tra il vaccino e questi incidenti accaduti, pur sottolineando la necessità di agire con molta cautela. Successivamente, l'AIFA, il 13 aprile 2021, ha confermato che il vaccino Vaxzevria/AstraZeneca può essere collegato all'insorgenza di fenomeni di trombosi in combinazione con trombocitopenia, segnalando in cinque punti i fatti salienti:
- Tra la vaccinazione con Vaxzevria e l'insorgenza di trombosi in combinazione con trombocitopenia è considerata plausibile una relazione causale;
- Tali reazioni avverse sono molto rare ma hanno superato quanto atteso nella popolazione generale;
- Non sono stati identificati fattori di rischio specifici;
- Gli operatori sanitari devono vigilare e informare i vaccinati sui segni e sintomi di tromboembolia e trombocitopenia;
- L'uso del vaccino deve essere conforme alle raccomandazioni ufficiali nazionali.

Dal nuovo report sulla farmacosorveglianza pubblicato il 7 maggio 2021 dall'Agenzia europea per i medicinali (EMA), emerge che il Comitato di farmacovigilanza (PRAC) sta analizzando alcuni casi di sindrome di Guillain-Barré insorti dopo la somministrazione del vaccino Vaxzevria.
Il 21 maggio 2021 l'EMA pubblica un documento contenente ulteriori indicazioni su trombi (indicati come eventi "molto rari") o bassi livelli di piastrine che possono verificarsi dopo la vaccinazione con Vaxzevria.
Il 3 giugno 2021 l'AIFA pubblica una nota informativa di aggiornamento importante sul rischio di insorgenza di trombosi in combinazione con trombocitopenia.
L'8 giugno 2021 l'azienda sanitaria della Liguria sospende il lotto ABX1506 del vaccino anti-Covid di AstraZeneca a seguito della seconda segnalazione di sospetta reazione avversa. La decisione è scaturita dall'appartenenza delle dosi somministrate allo stesso lotto ricevuto sia dalla donna savonese di 34 anni ricoverata all'ospedale Policlinico San Martino, sia della giovane di 18 anni già ricoverata nello stesso ospedale genovese e in seguito deceduta.
Il 1 dicembre 2021 la rivista scientifica Science Advances pubblica uno studio sul vaccino ChAdOx1 e le interazioni tra il recettore dell'adenovirus (CAR) e il fattore piastrinico 4 (PF4) con l'implicazione per la trombosi e la sindrome da trombocitopenia.
Il 14 gennaio 2022 l'EMA aggiunge la mielite trasversa alle reazioni avverse sintetizzando le conclusioni emerse dall’ultimo meeting di esperti PRAC svoltosi dal 10 al 13 gennaio.
Nel febbraio 2022 l'AIFA pubblica il rapporto annuale sulla sicurezza dei vaccini anti-COVID-19.

## Ritiro dal mercato
Astrazeneca ha annunciato la propria iniziativa di ritiro dal mercato del vaccino Vaxzevria a partire dal 7 maggio 2024, motivando la decisione con la mancanza di domanda e l’eccedenza di vaccini disponibili. Questa scelta segue l'ammissione in tribunale, da parte di Astrazeneca, della possibile connessione tra l’uso del farmaco e l’insorgenza di trombosi con trombocitopenia.